# William B. Campbell
William Bowen Campbell (1 de fevereiro de 1807 – 19 de agosto de 1867) foi um militar e político americano. Foi o 14º governador do Tennessee, com mandato de 1851 até 1853, sendo o último ocupante deste cargo pelo partido Whig neste estado. Ele também foi membro da Câmara dos Representantes dos Estados Unidos por quatro mandatos, de 1837 a 1843 e de 1866 a 1867.
Durante a Guerra Mexicano-Americana, Campbell comandou o 1º Regimento de voluntários do Tennessee, conhecido como "Primeiro Sangrado" (Bloody First) pela quantidade de baixas que sofreu. Com o início da Guerra de Secessão (Guerra Civil americana), Campbell se opôs a secessão e  serviu como um general no exército da União.

## Início de vida
Campbell nasceu em Mansker Creek no Condado de Sumner, Tennessee, seus pais foram David e Catherine Bowen Campbell. Estudou direito em Abingdon na Virgínia, com o primo de seu pai, o governador da Virgínia David Campbell e frequentou a Winchester Law School. Ele retornou para o Tennessee em 1829, a fim de estabelecer um escritório de advocacia em Cartago, no Condado de Smith. Ele foi admitido para a prática da advocacia em 1830. Em 1831 ele foi nomeado procurador-geral para uma Corte estadual e mudou-se para Sparta, Tennessee.

## Carreira militar e política
Em 1835 Campbell voltou para Cartago e foi eleito pela sede do Condado de Smith para a Câmara dos Representantes do Tennessee. Ele renunciou ao cargo em 1836, com fins de lutar na segunda guerra do Seminole (guerra aos índios). Ele serviu como capitão sob ordens do Coronel William Trousdale.
Em 1837 Campbell disputou com sucesso contra Trousdale para a Câmara dos Representantes dos Estados Unidos pelo 6º distrito do Tennessee. A campanha foi "movimentadíssima", embora não houvesse nenhuma amargura entre os dois candidatos. Em 1839 Campbell disputou para reeleição, vencendo novamente Trousdale. Ele novamente disputou sem oposição em 1841. Perto do final do seu terceiro mandato em 1843 ele renunciou e voltou para seu escritório de advocacia em Cartago. Nesse mesmo ano, foi nomeado general da milícia do Tennessee.

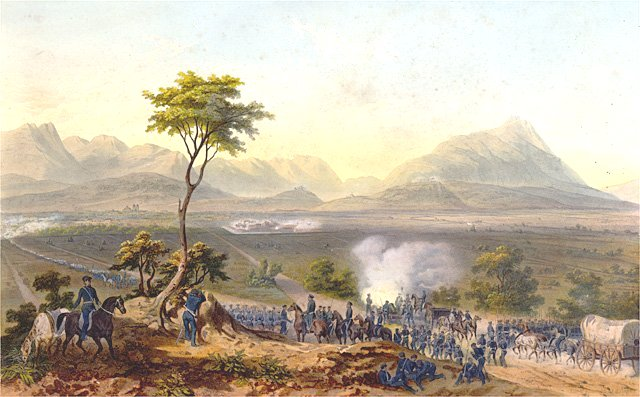
A Batalha de Monterrei.

Após o início da Guerra Mexicano-Americana em 1846, Campbell atendeu a convocação de voluntários do governador do Tennessee Aaron V. Brown. Ele foi promovido para coronel do 1º Regimento de voluntários de Tennessee em 3 de junho de 1846 e chegou com seu Regimento no Texas no mês seguinte. Na Batalha de Monterrei mais tarde naquele ano, esta companhia perdeu um terço de seus soldados em um ataque à Cidadela de Citadel, ganhando o apelido, o "primeiro sangrado". A companhias de Campbell também entrou em ação no cerco de Veracruz e na batalha de Cerro Gordo em 1847.
Após a guerra, Campbell foi nomeado pelo legislador para servir como juiz da Corte Geral do estado. Em 1851 ele foi indicado para concorrer para governador pelo partido Whig. Seu adversário era William Trousdale, seu antigo superior na segunda guerra Seminole, que havia vencido a eleição anterior em 1849. Trousdale havia aprovado a Convenção de Nashville de 1850, em que os Estados do Sul ameaçaram separar-se caso o governo federal tentasse proibir a escravidão em territórios recentemente adquiridos pela Guerra Mexicano-Americana, e criticou o Compromisso de 1850, que admitiu a Califórnia como um estado livre. Ele acusou Campbell de ser "demasiadamente simpático com as posturas do Norte". Campbell por outro lado chamou o compromisso de uma "obra de sabedoria", e ridicularizou a Convenção de Nashville como traição. Executando o slogan da campanha, "rapazes, sigam-me!" que ele havia gritado na Batalha de Monterrei, Campbell venceu Trousdale com um resultado de 63.333 votos sobre 61.673.
Como governador, Campbell apelou por uma abordagem mais racional para resolver conflitos secessionais e exigia o fim da conversa "insana" da separação. Após o seu mandato inicial em 1853, não concorreu à reeleição, em vez disso escolheu aceitar o cargo de Presidente do Bank of Middle Tennessee em Lebanon, Tennessee. Os Whigs indicaram Gustavus A. Henry, que foi derrotado pelo candidato democrata Andrew Johnson nas eleições gerais.

## Secessão e a Guerra Civil
Após o colapso do partido Whig em meados da década de 1850, Campbell lançou seu apoio para partido americano Know Nothing, ao qual se juntaram muitos Whigs do Tennessee. Ele foi nomeado novamente para juiz de Corte Geral em 1859 e continuou a fazer campanha contra a secessão. Em 1860, ele apoiou o candidato do partido União constitucional e seu companheiro whig John Bell do Tennessee para presidente.
Em maio de 1861, como uma onda de sentimento pró-secessão alastrou-se pela região central do Tennessee na sequência do ataque a Fort Sumter, os Tennesseeanos ex-Whigs e outros se opuseram a secessão convocada em Nashville indicando Campbell para concorrer contra Isham Harris na eleição para governador mais tarde naquele ano. No entanto, Campbell declinou da indicação. O Governador Harris ofereceu-lhe um comando no exército confederado, mas ele recusou, também.
No início de 1862, depois que o exército da União ocupou a região central do Tennessee, o secretário adjunto de guerra Thomas A. Scott recomendou Campbell para ser o governador militar, mas a nomeação foi para Andrew Johnson. Em 12 de maio de 1862, Campbell presidiu uma Convenção de sindicalistas de Tennessee que traçou um plano para trazer de volta o estado para a União. Pouco depois, o presidente Abraham Lincoln nomeou-o general de Brigada no exército da União. Ele aceitou esta Comissão, mas demitiu-se dentro de algumas semanas, em parte por problemas de saúde e em parte porque ele não quis lutar contra seus amigos e vizinhos.
Em 1864, Campbell alinhou-se com o Partido Democrata e apoiou George B. McClellan para a Presidência. Embora ele discordasse de Johnson sobre várias questões, em especial as normas eleitorais de Johnson que haviam instalado um governador militar, geralmente apoiou políticas de reconstrução da Presidência de Johnson. Após a guerra, Campbell foi eleito membro da Câmara dos Representantes dos Estados Unidos pelo 5º distrito do estado, mas foi impedido pelos republicanos radicais de assumir o cargo durante vários meses. Campbell defendeu Johnson durante suas audiências de cassação na casa em 1867 e serviu como um conselheiro durante seu julgamento no Senado.

## Morte, família e legado
Campbell morreu em 19 de agosto de 1867. Ele está enterrado no cemitério de Cedar Grove em Lebanon, Tennessee.
William Bowen Campbell era um bisneto de dois escoceses e irlandeses pioneiros na Virginia, "Black" David Campbell (nascido em 1710) e "White" David Campbell (nascido em 1706). Seu avô paterno, filho de "David Black" chamado capitão David Campbell (1753–1832), foi um dos pioneiros no Condado de Knox, que construiu a estação de Campbell, que evoluiu para o moderno Farragut, Tennessee. O Capitão David Campbell casou com Margaret Campbell, filha de "White David". Seus irmãos (ou seja, tios-avôs de William B. Campbell) incluíam coronel Arthur Campbell (1743–1811) e o juiz David Campbell (1750), e seus sobrinhos incluíam o governador David Campbell (1779–1859) e o Coronel John B. Campbell (1777–1814). Ela era primo do General William Campbell famoso na batalha de Kings Mountain.
A mãe de Campbell, Catherine Bowen, era neta do General William Russell (1735–1793), que tinha ajudado na elaboração da declaração de independência. A casa construída em 1787 pelo avô materno de Campbell, Capitão William Bowen (1742–1804), ainda está no atual Goodlettsville e está listada no Registro Nacional de lugares históricos como a casa Bowen-Campbell. Uma casa construída por um tio de Campbell, John Henry Bowen (1770–1822), ainda está em Gallatin e é listada no registro nacional de Trousdale Place. Após a morte de seu tio, a casa foi, curiosamente, comprada por William Trousdale, futuro adversário governador de Campbell.
Campbell casou com Frances Owen em 1835. Tiveram sete filhos: Mary, Margaret, Fanny, William Joseph, John Owen e Lemuel.
Fort Campbell no Kentucky foi assim nomeado em sua homenagem.

## Fonte da tradução
- Este artigo foi inicialmente traduzido, total ou parcialmente, do artigo da Wikipédia em inglês cujo título é «William B. Campbell».